# 峡山口街道
峡山口街道，是中华人民共和国江西省萍乡市湘东区下辖的一个乡镇级行政单位。

## 行政区划
峡山口街道下辖以下地区：
新街社区、星群社区、三湾社区、和平社区、金城社区、郭公塘社区、火星社区、湘新社区、石咀岭社区、昌盛社区、诗新社区、姚家洲社区、跃兴社区、新民社区、砚田社区、新建社区、新村社区、新中社区、日星社区、滨河社区和新岭社区。